# Хоккейный шлем

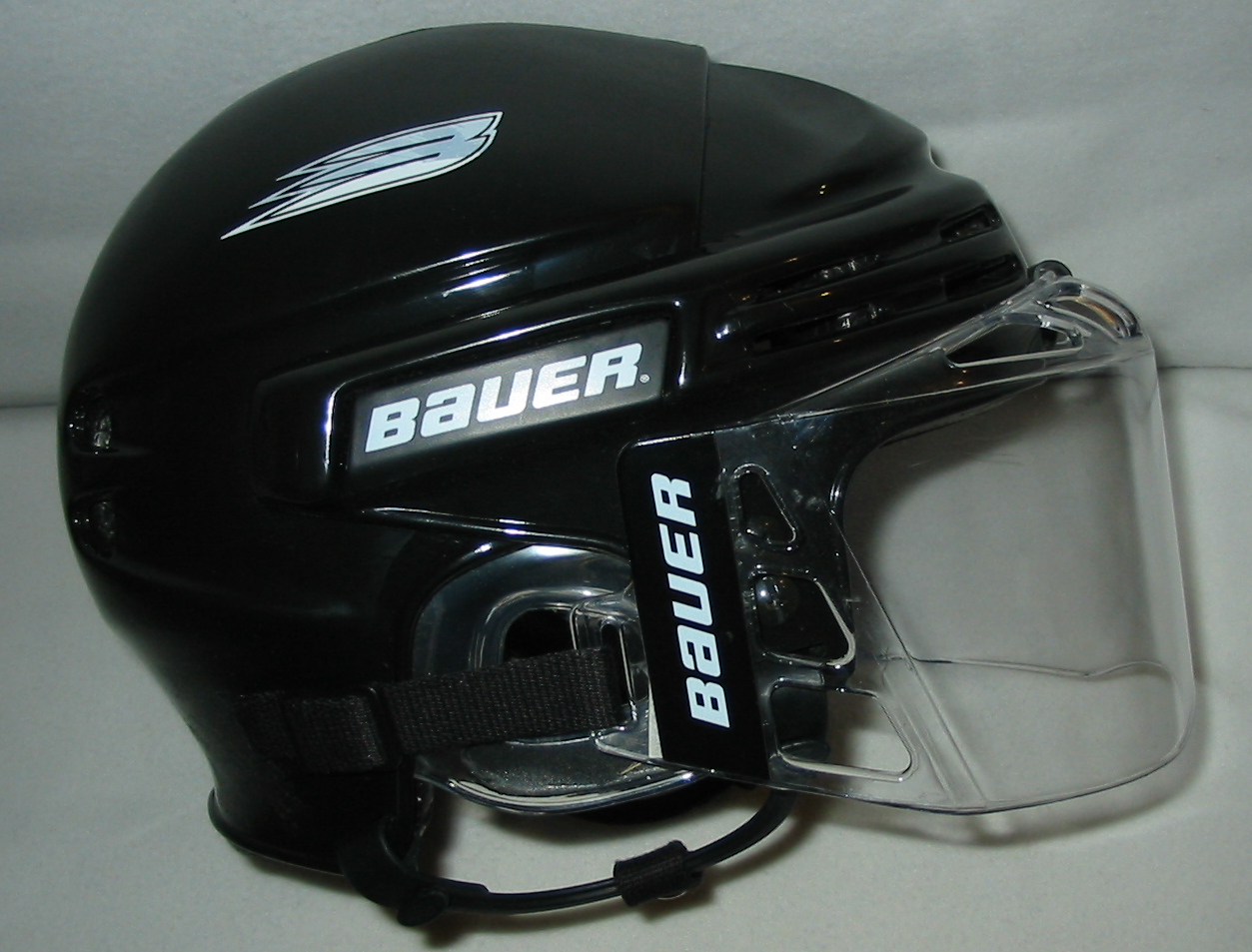
Хоккейный шлем с визором

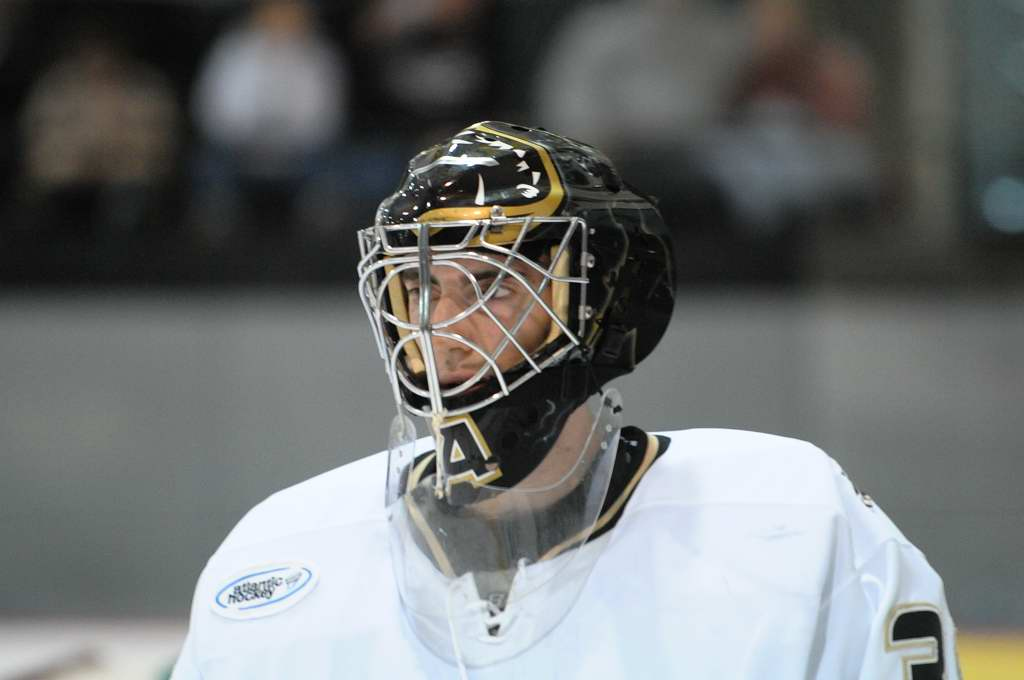
Джош Кассел в хоккейном шлеме вратаря

Хокке́йный шлем (англ. hockey helmet) — основное функциональное предназначение защитить голову игрока от травмы. Шлем должен быть лёгким и хорошо крепиться. Изготавливается шлем из высококачественного пластика. С его внутренней стороны расположена специальная прокладка, смягчающая силу удара. Все мужчины до восемнадцати лет обязаны играть в шлемах с металлическим решетчатым «забралом» (а женщины — всегда); после восемнадцати «забрало» разрешается сменить на прозрачный пластиковый визор (высокопрочная прозрачная поликарбонатная защита лица, крепится к передней части шлема). Визор обязан располагаться вертикально и закрывать глаза и часть носа. Поднимать визор вверх запрещено. Выбор шлема, как и всей хоккейной амуниции, очень индивидуален и зависит, в первую очередь, от формы головы.
Каждый сезон основные производители выпускают порядка пяти различных моделей хоккейных шлемов. Модели имеют различную комплектацию и предусмотренное заводом-изготовителем количество размеров и расцветок.
В отличие от другой экипировки (например, щитков или налокотников) цвет шлема должен сочетаться с остальной формой. Все игроки каждой из играющих команд должны быть одеты в одинаковые по цвету шлемы (кроме вратаря). Основной цвет должен составлять приблизительно 80 % от цвета каждой части формы. Стандартными, и наиболее распространёнными в розничной торговле, являются чёрный, белый, красный и синий цвета. Другая расцветка обычно предполагает командный или индивидуальный заказ.
Размер шлема имеет буквенное обозначение. Существует три основных и два дополнительных размера хоккейного шлема. В зависимости от конкретной модели и фирмы-производителя, возможны небольшие различия в размерной шкале. Вот как выглядит немного обобщённая таблица: основные размеры — S (52-57 см.), M (55-60 см.), L (58-63 см.); дополнительные размеры — XS (50-55 см.), XL (62-65 см.).
Согласно правилам все вратари обязаны носить полную лицевую маску и хоккейный шлем установленного образца или вратарскую защиту лица и головы, соответствующие установленным международным стандартам. Вратарская маска отличается от обычной маски игрока. Она способствует отражению шайбы и рассеиванию удара, поэтому маска вратаря должна надёжно защищать его лицо. Защита шеи вратаря разработана для работы с вратарской маской и даёт дополнительную защиту вокруг горла. Шлем вратаря защищает как лицо так и затылок вратаря. Впервые вратарскую маску, состоявшую из пластика и кожи, надел вратарь Клинт Бенедикт в 1929 году. Канадский офтальмолог Томас Пашби потратил 46 лет на улучшение безопасности шлемов для предотвращения травм. Он был президентом Канадской ассоциации стандартов (CSA) в течение двух десятилетий, в результате чего были установлены стандарты для шлемов, приняты правила ношения средств защиты и правила более безопасной игры (с 1979 года шлемы стали обязательными для всех новых игроков Национальной хоккейной лиги).